# Апторнис
Апторнис (лат. Aptornis) — род вымерших птиц отряда журавлеобразных. Крупные наземные птицы высотой около 80 см и массой до 25 кг обитали на островах Новой Зеландии с раннего миоцена до XIII века.
Род был описан Гидеоном Мантеллом в 1848 году. В XIX веке он включал два вида: Aptornis defossor с Южного острова и Aptornis otidiformis с Северного острова, в XXI веке был также описан Aptornis proasciarostratus.

## Обнаружение
Первый апторнис был описан английским палеонтологом Ричардом Оуэном в 1843 году на основании тибиотарзуса и бедренной кости, найденных на восточном побережье Северного острова. Оуэн предположил что находка является ещё одним видом моа и назвал её Dinornis otidiformis. С обнаружением большего числа ископаемых остатков, в том числе фрагментов плюсны и черепа, систематика была пересмотрена и вид выделен в отдельный род Aptornis.
В 1849 году в известковой пещере близ города Те-Куити на северо-западе Северного острова в 30 км от берега был обнаружен полный и почти полный скелеты апторнисов. К 1871 году на северном побережье Южного острова Оуэн обнаружил 105 костей, принадлежащих по меньшей мере восьми особям, и описал новый вид A. defossor, к которому отнёс почти полный скелет, найденный в 1849 году.
В 1888 году близ деревни Албури на Южном острове был обнаружен череп птицы, похожей на апторниса, но большего размера. Оуэн дал этим остаткам название Aptornis bulleri, но не предоставил формального описания. Данный таксон остаётся nomen nudum, а некоторые учёные полагают, что разница в размерах связана с половым диморфизмом.
Более поздние находки апторнисов связаны с исследованиями австралийского палеозоолога Тревора Уорти. В 2011 году в регионе Саинт-Батанс Южного острова Уорти с соавторами на основании двух грудных позвонков описал третий вид апторнисов — A. proasciarostratus. К этому виду были отнесены фрагменты бедровой кости, фаланги, позвонка и, возможно, тибиотарзуса, найденные в том же месте раскопок.

## Описание
Апторнисы были высотой около 80 см. Более мелкие A. otidiformis имели массу до 16 кг, а более крупные A. defossor — около 19 кг; некоторые учёные предполагают, что их масса могла достигать 25 кг. Самым маленьким апторнисом был A. proasciarostratus, обитающий обособленно на Южном острове.
Учёные считают, что апторнисы были наземными птицами, не способными к полёту. Они обладали очень маленькими крыльями, массивным черепом и клювом. Их крепкие шейные позвонки указывают на развитую мускулатуру, а толстые ноги и лапы скорее всего использовались вместе с клювом чтобы выкапывать или фиксировать добычу.
Помимо своих малых размеров A. proasciarostratus отличается от остальных апторнисов повышенной пневматичностью скелета и некоторыми характеристиками (англ. processus spinosus) и (англ. processus transversus).

## Распространение
Апторнисы обитали на Северном и Южном островах Новой Зеландии с раннего миоцена до XIII века. Птиц Южного острова учёные относят к виду Aptornis defossor, птиц Северного острова — Aptornis otidiformis. Описанный в 2011 году A. proasciarostratus обитал в районе округа Центральный Отаго Южного острова. Его остатки также датируются ранним миоценом (19—16 млн лет назад) и являются самыми старыми из известных апторнисов.
По местам обнаружения остатков учёные предположили, что апторнисы обитали на побережье островов. В XIX веке A. defossor был обнаружен в Те-Куити на Северном острове и в многочисленных пещерах на холме Такака на северном побережье Южного острова, а также в пещерах в 20-25 км от Оамару. Несмотря на большое количество хорошо сохранившихся остатков Оуэн посчитал апторнисов «редкими» (англ. rare). Спустя сотню лет Уорти уточнил, что ископаемые остатки апторнисов преимущественно относятся к голоцену, в то время как более древние остатки крайне редки и включают лишь несколько фрагментов. Предположительно, во время голоцена птицы предпочитали восточное побережье Южного острова. Уорти с соавторами обнаружили остатки четырёх особей A. defossor близ Такака; намного больше остатков возрастом 13—100 тыс. лет было обнаружено в долине реки Опарара (места раскопок около северо-западного побережья Южного острова).
Уорти и Ричард Холдавэй (Richard N. Holdaway) в 2002 году предположили, что птицы предпочитали селиться в кустарниках и на полях, которые покрывали восточное побережье новозеландских островов во времена голоцена. Вуд (Wood) с соавторами в 2017 году на основании того факта, что не менее 19 особей было обнаружено в долине реки Опарара на слое, расположенном непосредственно над слоем смешанного подокарпово-букового леса, посчитали, что апторнисы предпочитали сухие подокарповые леса.
По-видимому, птицы вымерли после появления в Новой Зеландии маори в XIII веке. Истребление птиц на островах совпало с потерей среды обитания и проникновением малой крысы (Rattus exulans) и собак. К появлению европейцев в XVII веке апторнисы уже вымерли. Боаст (Boast) полагал, что апторнисы, как и моа, вымерли около 1500 года.

## Питание
Особое внимание учёных привлекал рацион апторнисов. Оуэн на основании морфологии клюва птиц построил гипотезу, что рацион включал земляных червей и личинок чешуекрылых (молей и бабочек). Он полагал, что апторнисы могли «вонзать» сильно вытянутый клюв в землю, а также копать и скрести землю лапами, на что указывает их строение. В двух почти полных скелетах из музея Отаго в Новой Зеландии было обнаружено 35 камней массой 16 г и 23 камня массой 8 г. Такие малые размеры камней также свидетельствуют в пользу плотоядной теории, так как у травоядных птиц камни в желудке крупнее. В пользу этой теории выступает и обнаруженный в ходе анализа изотопов больший уровень 15N в костях апторнисов по сравнению с травоядными южным моа (Euryapteryx curtus), Chenonetta finschi и насекомоядным Aegotheles novaezealandiae. Возможно, копаясь в гнилых брёвных и норах, апторнисы также питались более сложными беспозвоночными, включая двустворчатых, и позвоночными, например, киви. Не исключено, что в пищу попадали и морские животные, об этом свидетельствует низкий уровень 13C.
Боаст также полагал, что апторнисы были хищниками, но не исключал, что они могли питаться падалью. Вероятно апторнисы находили добычу ночью с помощью обоняния. На это указывают большие слёзные железы.

## Размножение
Среди обнаруженных остатков, относящихся к апторнисам, в различных музеях хранятся фрагменты яичной скорлупы.

## Систематика
В англоязычной литературе вместо латинского Aptornis proasciarostratus принято название Adzebill (адзебилл) в знак уважения к  названию, данному в работе В. Паркера: он  употребил его в 1866 году по отношению к «птице с клювом в форме тесла».
В 1848 году британский палеонтолог Гидеон Мантелл описал род Aptornis чтобы отличать остатки от больших моа (Dinornis) и Palapteryx (современные систематики считают этот род синонимичным Dinornis). Hesse в 1990 году ошибочно применил название Apterornis, которое ранее использовалось для описания других птиц, в том числе маврикийского дронта.
Боаст с соавторами предположили, что разделение на Aptornis defossor и Aptornis otidiformis произошло в плейстоцене, около 1,1 млн лет назад (0,2 — 2,3 млн лет назад).
Учёные выделяют три вида апторнисов:
- Aptornis defossor (Owen, 1843) — Южный остров
- Aptornis otidiformis (Owen, 1849) — Северный остров
- Aptornis proasciarostratus (Worthy, 2011) — Южный остров[4]

Сложности с определением систематического положения апторнисов связаны с их большими размерами. Ранние исследователи полагали апторнисов базальным таксоном для журавлеобразных и связывали их с вымершей нелетающей птицей из Новой Каледонии — кагу (Rhynochetos jubatus), которая позднее была перенесена в отряд Eurypygiformes. Среди современных учёных такой точки зрения придерживались Брэдли Ливзи (Bradley C. Livezey) и Ричард Зуси (Richard L. Zusi), поместившие в 2007 году семейства Aptornithidae и Rhynochetidae, вместе с семейством Eurypygidae в подотряд Eurypygae.
Если предположить, что апторнис не является Eurypygiformes и не находится в близком родстве с кагу, а является родственным пастушковым (Rallidae) того же отряда журавлеобразных, то возникает вопрос, какая из современных птиц семейства наиболее близка этому виду. В 1879 году Оуэн предположил, что ближайшим родственником апторнисов является такахе (Porphyrio hochstetteri) — нелетающая новозеландская птица с крупным черепом, широким клювом и небольшим размером мозговой полости. В. Паркер в 1866 году предлагал отнести апторнисов к роду Notornis, к которому в то время относили такахе. Позднее птиц сравнивали с трубачами (Psophia) и кладой «настоящих» журавлеобразных.
В конце XX века появилась ещё одна теория, согласно которой апторнисы могут быть родственны представителям надотряда Galloanseres, включающего гусеобразных и курообразных.

### Связь с кагу
В XX веке к журавлеобразным относили несколько ископаемых семейств птиц, найденных на фрагментах Гондваны, в частности в Новой Каледонии, Новой Зеландии, на Мадагаскаре и в Южной Америке. Предполагается, что их общий предок обитал на материке до его разделения. При этом апторнисов считали в близком родстве с кагу из Новой Календонии, полагая что в палеогене Новая Зеландия и Новая Каледония могли быть соединены. Ливзи с соавторами в 1998 и 2007 годы рассматривали сестринскую группу, включающую апторнисов и кагу.
Современные молекулярные исследования существенно пересмотрели систематическое положение таксонов внутри отряда журавлеобразных. В частности, кагу были признаны родственными солнечным цаплям (Eurypyga) и вынесены за пределы отряда. Таким образом, по мнению Грейс Муссер (Grace M. Musser) и Джоеля Кракрафта морфологический анализ Ливзи и Зуси нуждается в пересмотре, так как учёные исходили из монофилии журавлеобразных. Согласно их исследованиям, опубликованным в 2019 году, апторнисы не имеют сходства ни с кагу, ни с представителями надотряда Galloanseres.

### Связь с Sarothruridae
В 1997 году Houde с соавторами предположили, что апторнис является сестринским по отношению к лапчатоногим (Heliornithidae). Позднее были обнаружены родственные связи лапчатоногих и пушистых погонышей (Sarothrura), в результате чего последние были выделены в отдельное семейство Sarothruridae. в 2019 году Боаст с соавторами провели более полный анализ, основанный на почти полном геноме апторнисов с Северного и Южного островов и обнаружили сестринские связи апторнисов с новым семейством. Согласно исследованиям митохондриальной ДНК, опубликованным Боастом с соавторами в 2019 году, разделение Ralloidea и Gruoidea произошло около 64 млн лет назад, появление Ralloidea — 54 млн лет назад, а отделение апторнисов от Sarothruridae — 39 млн лет назад. Такие оценки означают, что распространение Neoaves происходило в позднем меловой периоде.
Вместе с тем, морфологические исследования Муссер и Кракрафта, также опубликованные в 2019 году и включающие более сотни различных параметров, не показали однозначной связи ни в одной из групп Aptornis+M. kioloides, Aptornis+Sarothruridae и Aptornis+Sarothruridae+Heliornithidae.

### Связь с трубачами
Муссер и Кракрафт в качестве основной приняли гипотезу о сестринском отношении апторнисов и трубачей, в противном случае они полагали, что апторнисы могут быть связан с «настоящими» журавлеобразными. Связь нелетающих новозеландских апторнисов со слабо летающими южноамериканскими трубачами кажется невозможной в силу большой географической удалённости регионов, которые разделяет 8—10 тысяч км. Однако подобные родственные связи были обнаружены в группе Rhynochetos+Eurypyga, где нелетающие кагу обитают в Новой Каледонии, а слабо летающие солнечные цапли — в Южной Америке.
Для определение границ, во время которых произошло разделение апторнисов и трубачей учёные рассматривали разделение Ralloidea и Gruoidea и обособление трубачей от журавлепободных птиц. По оценкам Claramunt и Кракрафта 2015 года первое случилось 56 млн лет назад, а второе — 42 млн лет назад. Prum с соавторами в том же году оценили возраст этих событий как 40 и 31 млн лет, соответственно. Схожие оценки предложил García-R с соавторами в 2014 году: отделение трубачей, по их мнению, случилось 35 млн лет назад. Claramunt и Кракрафт также предположили, что разделение кагу и солнечными цаплями произошло 33—32 млн лет назад. Учёные полагают что отделение стем-группы Rhynochetos+Eurypyga от фаэтонообразных (Phaethontiformes) случилось 61—58 млн лет назад.
Такие различия в оценках Муссер и Кракрафт объяснили различиями в используемых методах (англ. slow nuclear, constant-rate genes) против (англ. mostly exonic anchored-probe dataset) или (англ. mitochondrial sequences). В попытках интерпетировать эти данные Муссер и Кракрафт оценили возраст появления обоих групп Aptornis+Psophia и Rhynochetos+Eurypyga в 40—30 млн лет. Они полагают, что предки Rhynochetos+Eurypyga были широко распространены на территории Гондваны в регионах, позднее сформировавших Южную Америку, Антарктику и Австралию, в том числе Зеландию. Выводя предков «настоящих» журавлеобразных к Западной Гондване (а именно Южной Америке и соответствующей части Антарктиды), учёные полагают, что предки Aptornis+Psophia жили в том же географическом регионе, что и предки Rhynochetos+Eurypyga. Вместе с тем, учитывая возраст таксонов, не исключено, что имело место распространение не по земле, а над массивами воды; разделение биогеографических регионов произошло десятки миллионов лет назад, в то время как разделение таксонов случилось не так давно. Возможно, для разрешения этого вопроса необходимы ещё не обнаруженные более старые остатки апторнисов и журавлеобразных.